# Seligman (Arizona)
Seligman ist ein kleiner Ort im US-Bundesstaat Arizona. Seine Lage an der ehemaligen Route 66 machte ihn nach der Rückbesinnung über die Bedeutung dieser alten Ost-West-Verbindung zu einem touristischen Anziehungspunkt. Der Ort nennt sich selbst „Geburtsstätte der historischen Route 66“.
Das U.S. Census Bureau hat bei der Volkszählung 2020 eine Einwohnerzahl von 446 ermittelt.

## Geschichte
Zwischen 1889 und 1891 wurde Seligman von zwei Familien aus den Südstaaten gegründet, die nach dem Amerikanischen Bürgerkrieg ihren Besitz verloren hatten und daraufhin nach Westen gezogen waren. In dem weitgehend unbewohnten Gebiet südlich des Grand Canyon im heutigen Arizona fanden sie eine neue Heimat. Sie übernahmen das Gebiet des heutigen Seligman von den Cherokee-Indianern.
Nachdem der Interstate Highway 40 fertiggestellt war, wurde Seligman wie viele andere Orte an der Route 66 über Nacht vom Durchgangsverkehr dieser wichtigen Ost-West-Verbindung abgeschnitten. Für die meisten Orte an der Route 66 mit ihren Motels, Restaurants und Tankstellen waren die Durchreisenden jedoch der Hauptwirtschaftsfaktor. Viele Orte verfielen zusehends.

## Route-66-Nostalgie

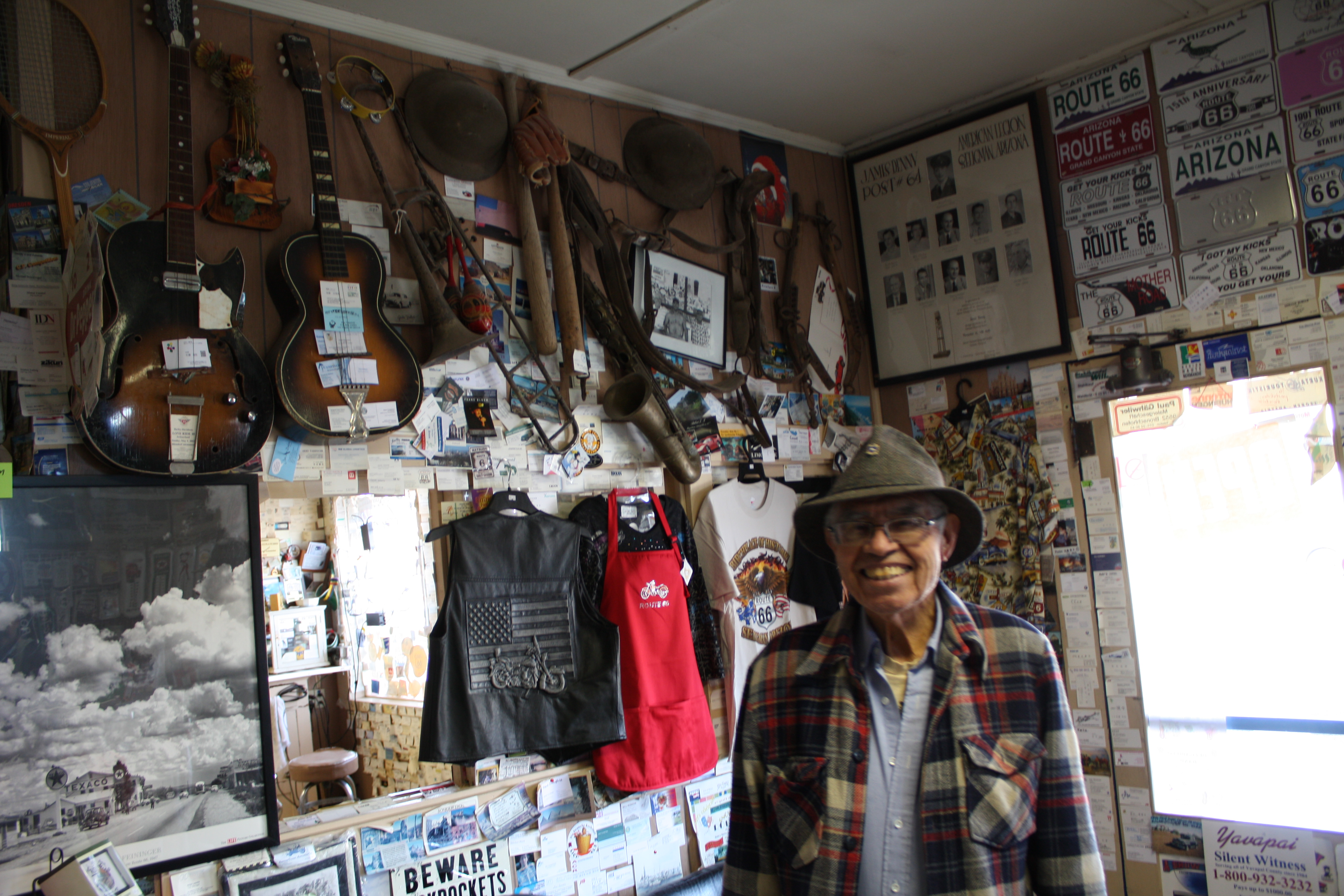
Angel Delgadillo, einer der Gründer der Route 66 Association in seinem alten Friseursalon in Seligman

Mit der Nostalgiewelle um die alte Route 66 als Amerikas „mother road“ Ende der 1980er Jahre, rückte der kleine Ort Seligman in den Blickpunkt weltweiten Interesses. Eines der besterhaltenen und besonders malerischen Teilstücke der alten Straße beginnt, von Osten kommend, in Seligman und führt nach Kingman, über den verschlungenen Sitgreaves-Pass weiter nach Oatman und zum Colorado-Ufer bei Topock.
In Seligman befindet sich das originelle Schnellrestaurant Delgadillo's Snow Cap Drive-In, das von Juan Delgadillo 1953 eröffnet wurde und inzwischen Kultstatus erreicht hat. Bis zu seinem Tod am 2. Juni 2004 unterhielt er seine Gäste mit originellen Sprüchen und lustigen Späßen. Sein Bruder Angel Delgadillo, einer der Initiatoren und Mitbegründer der Route 66 Association, betrieb nebenan jahrzehntelang den örtlichen Friseursalon, der zu einem Treffpunkt von Route-66-Enthusiasten aus der ganzen Welt wurde und heute vor allem als Andenkenladen dient.
In Interviews verriet Filmemacher John Lasseter, dass der fiktive Ort Radiator Springs in seinem Oskar-nominierten Pixar-Animationsfilm Cars hauptsächlich auf Seligman basiert. Bei der Recherche über die Route 66 traf er sich mit dem alten Friseur Angel Delgadillo, der ihm davon erzählte, wie es war, als Seligman über Nacht vom Verkehr abgeschnitten wurde und die Einnahmen des Ortes wegblieben.

## Route-66-Nostalgie – Bildergalerie
Mit viel Herzblut und Hingabe bedient man in Seligman die Erwartungen der durchreisenden Besucher. Bunt, schrill und kitschig, aber auch schön, informativ und sehenswert. 

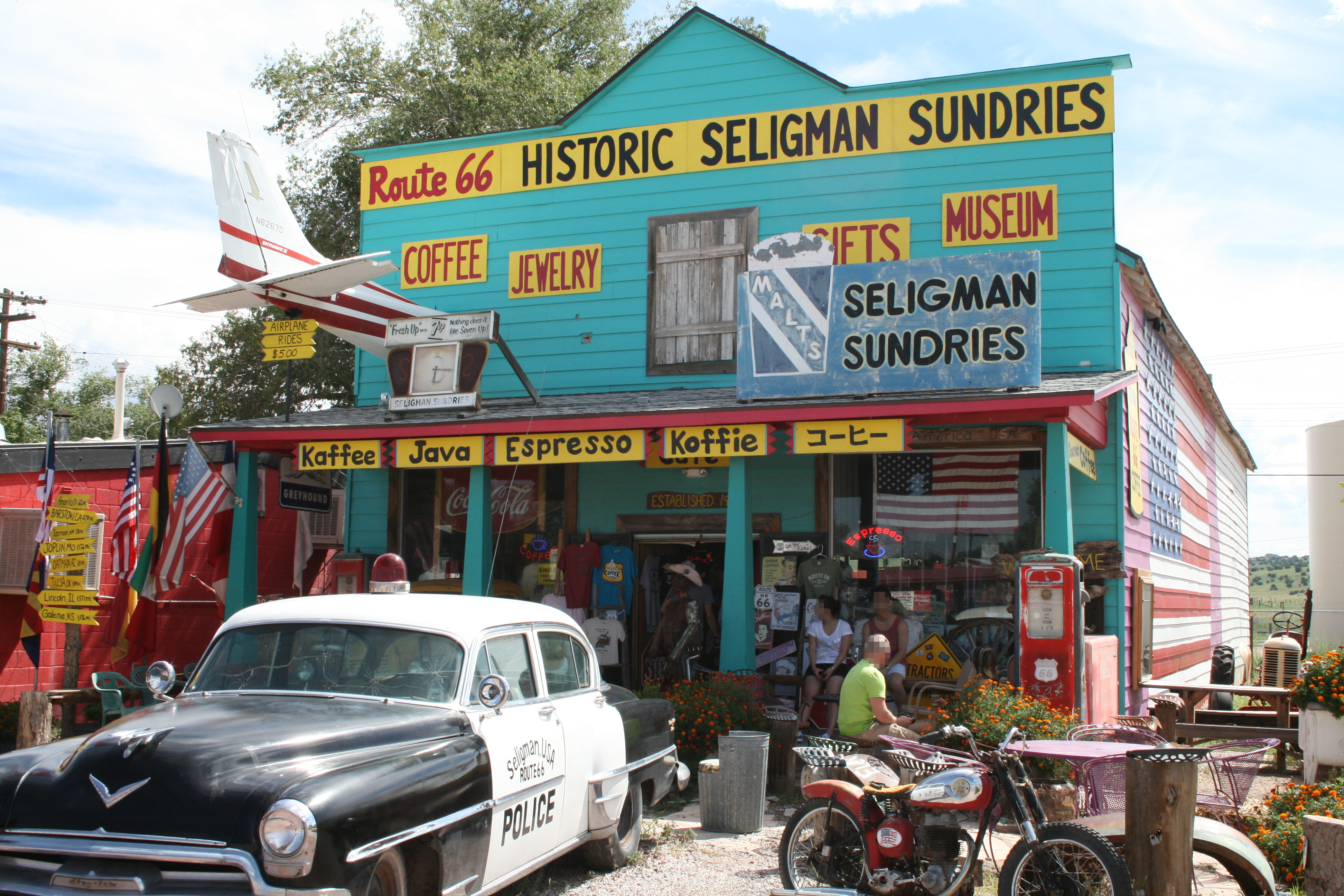
Gemischtwarenladen
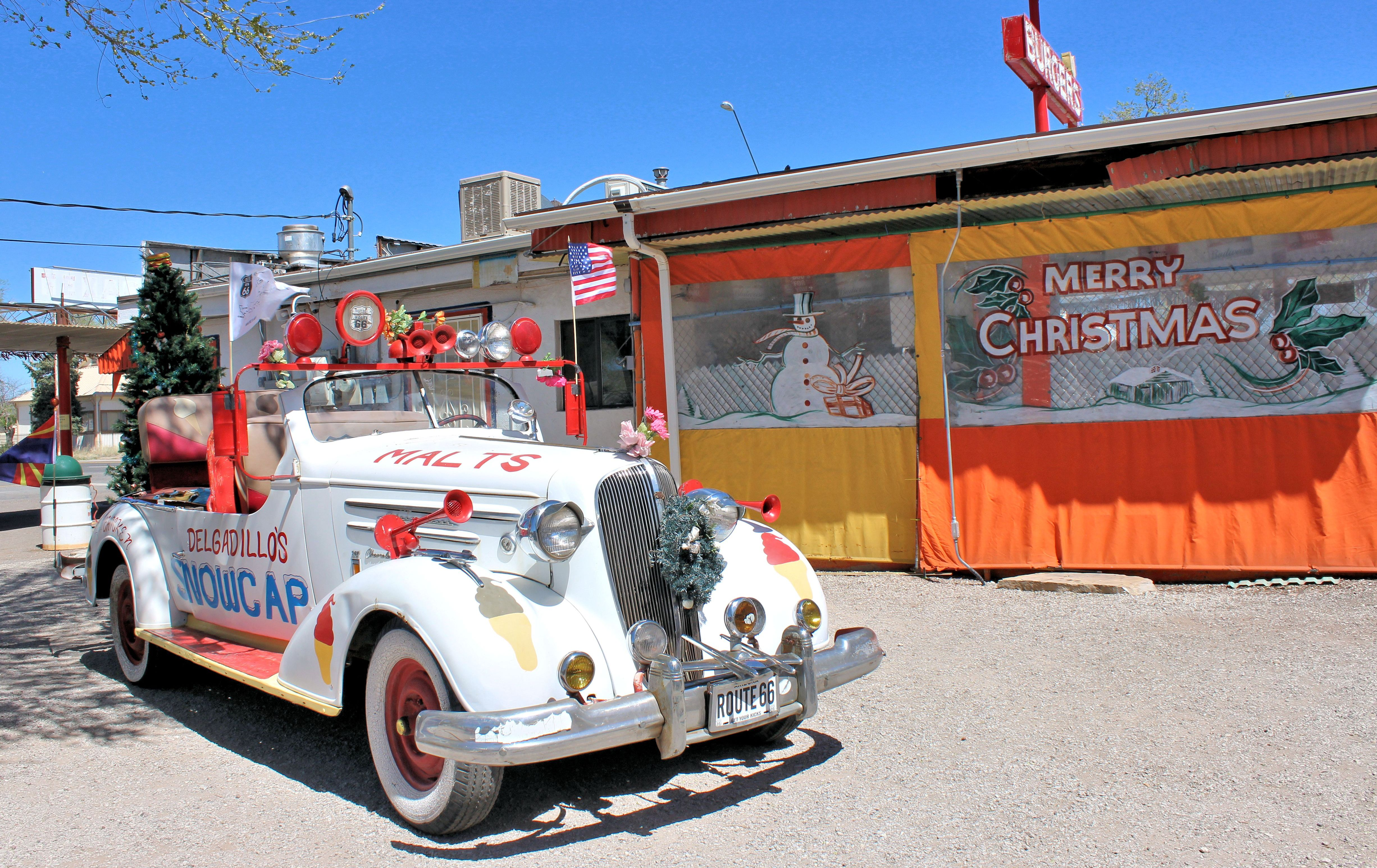
Werbung für „Delgadillo's Snow Cap Drive-In“
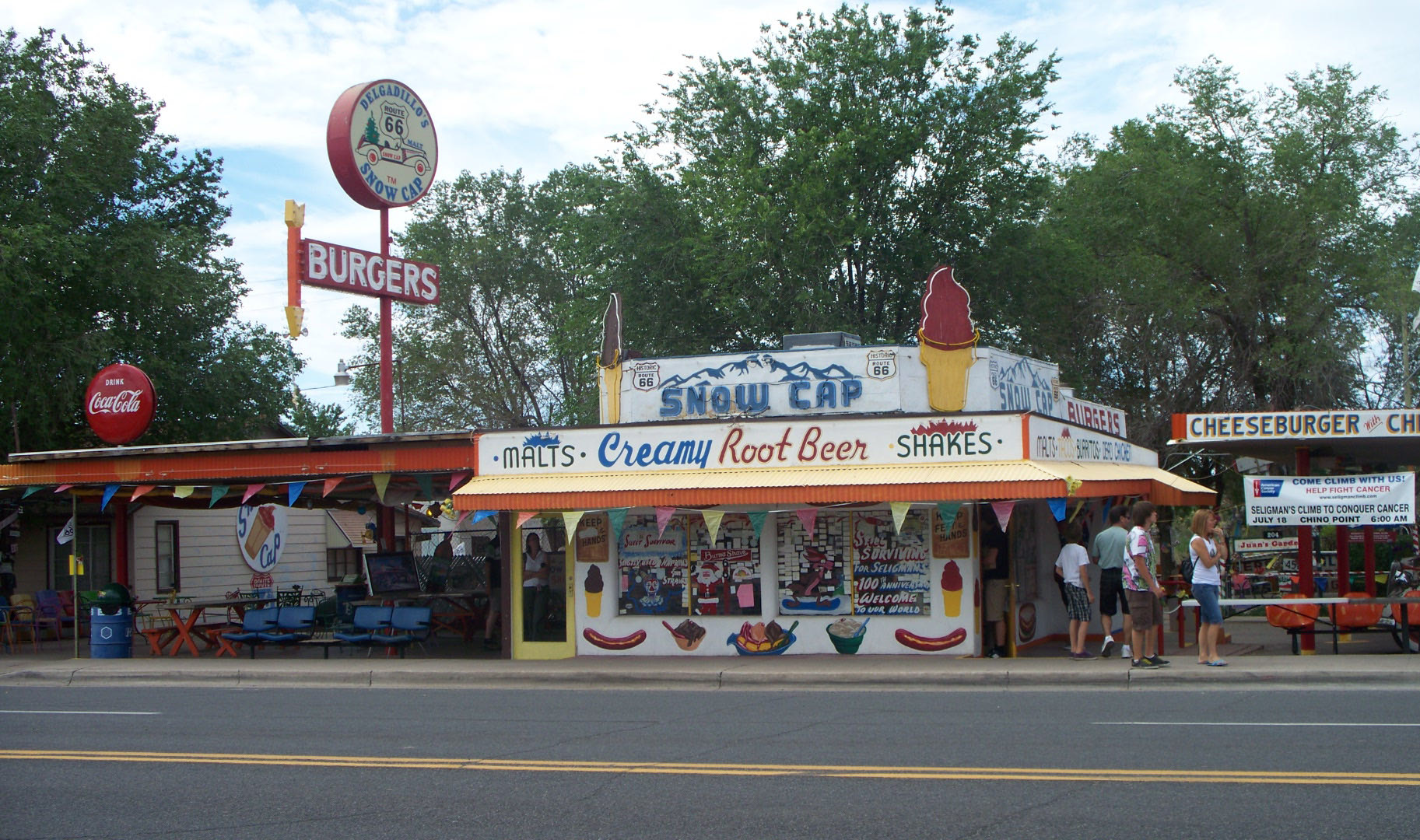
Delgadillos Snow Cap Drive-In
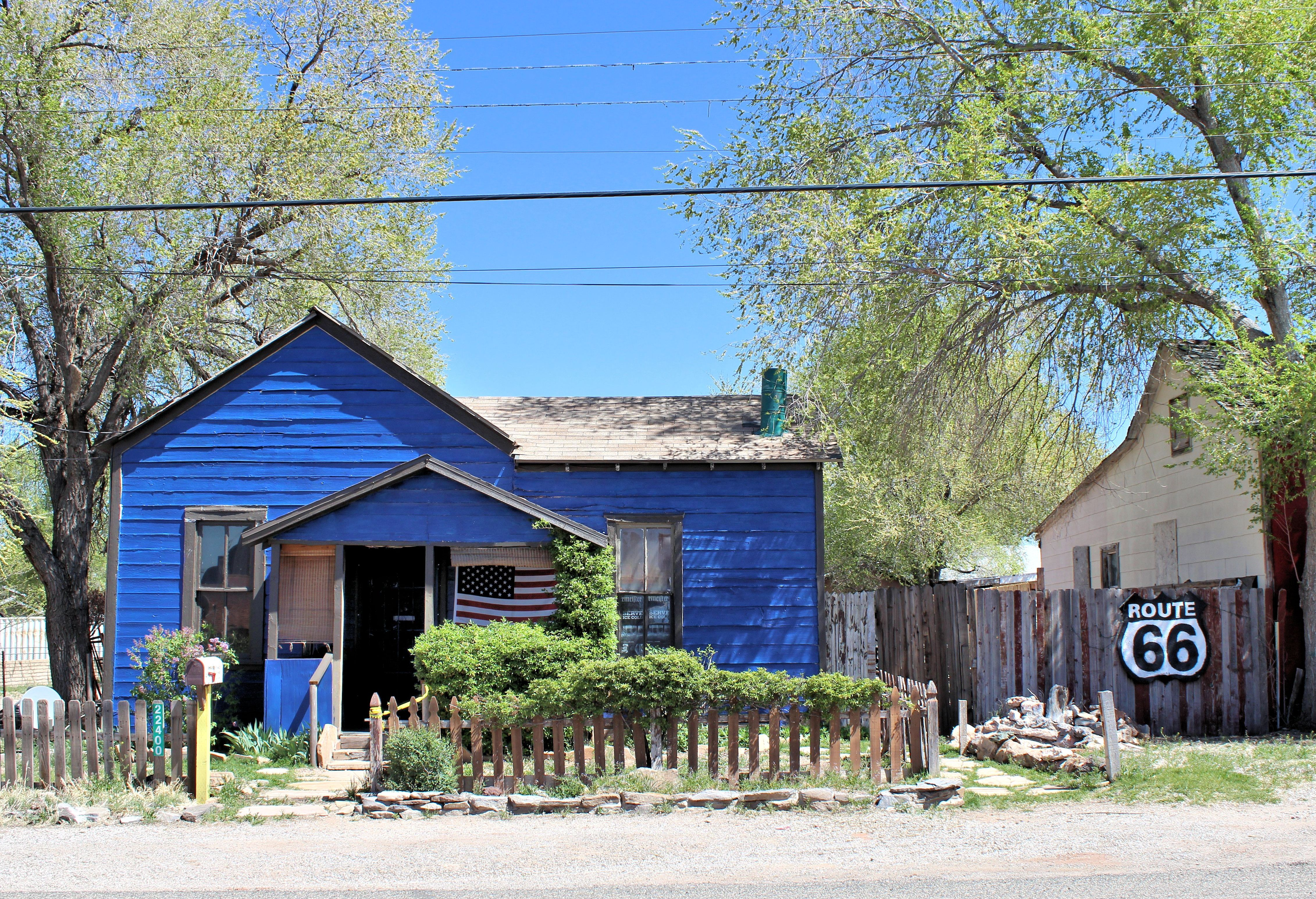
Blaue Hütte
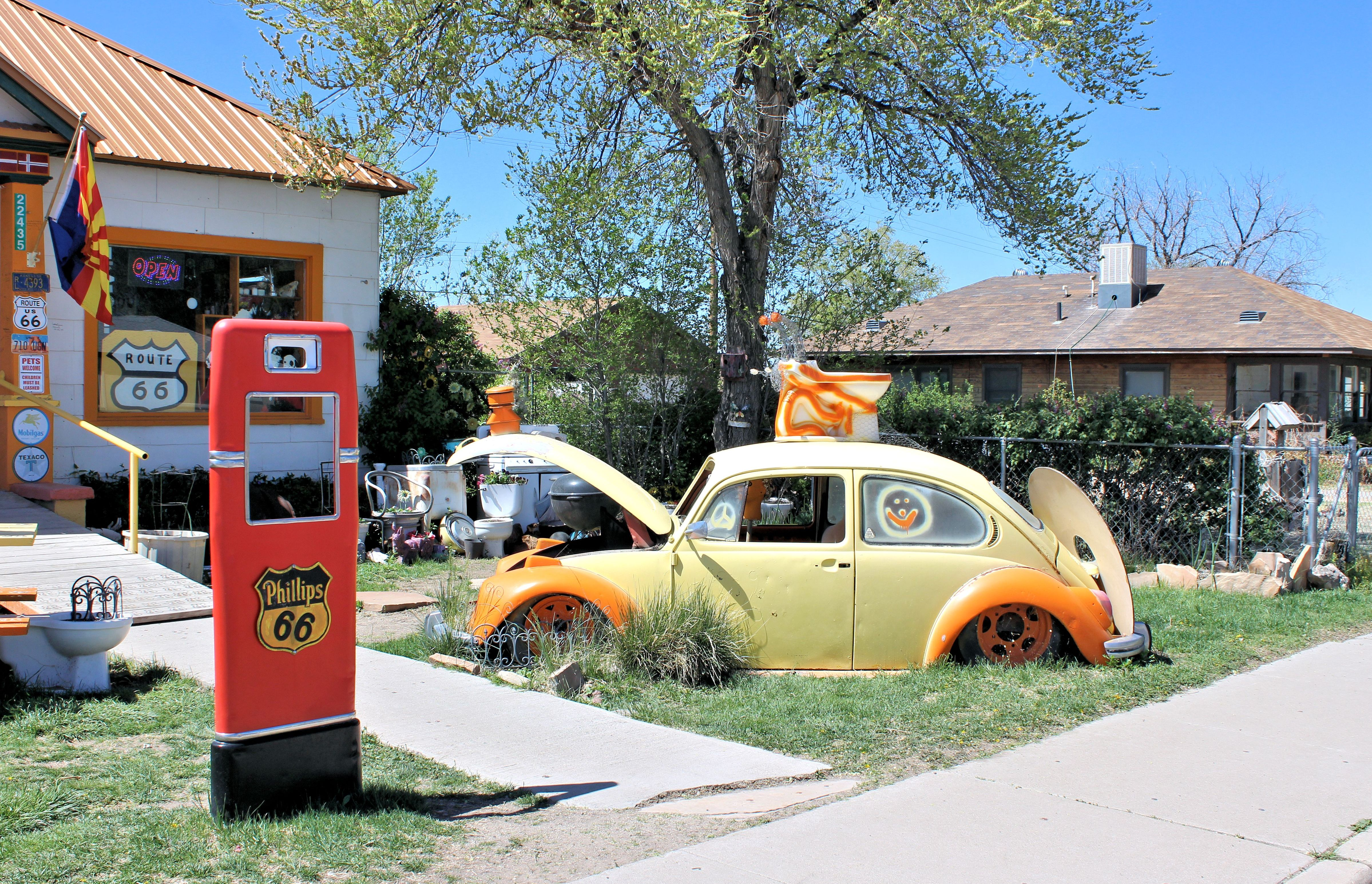
Tankstellen-Attrappe
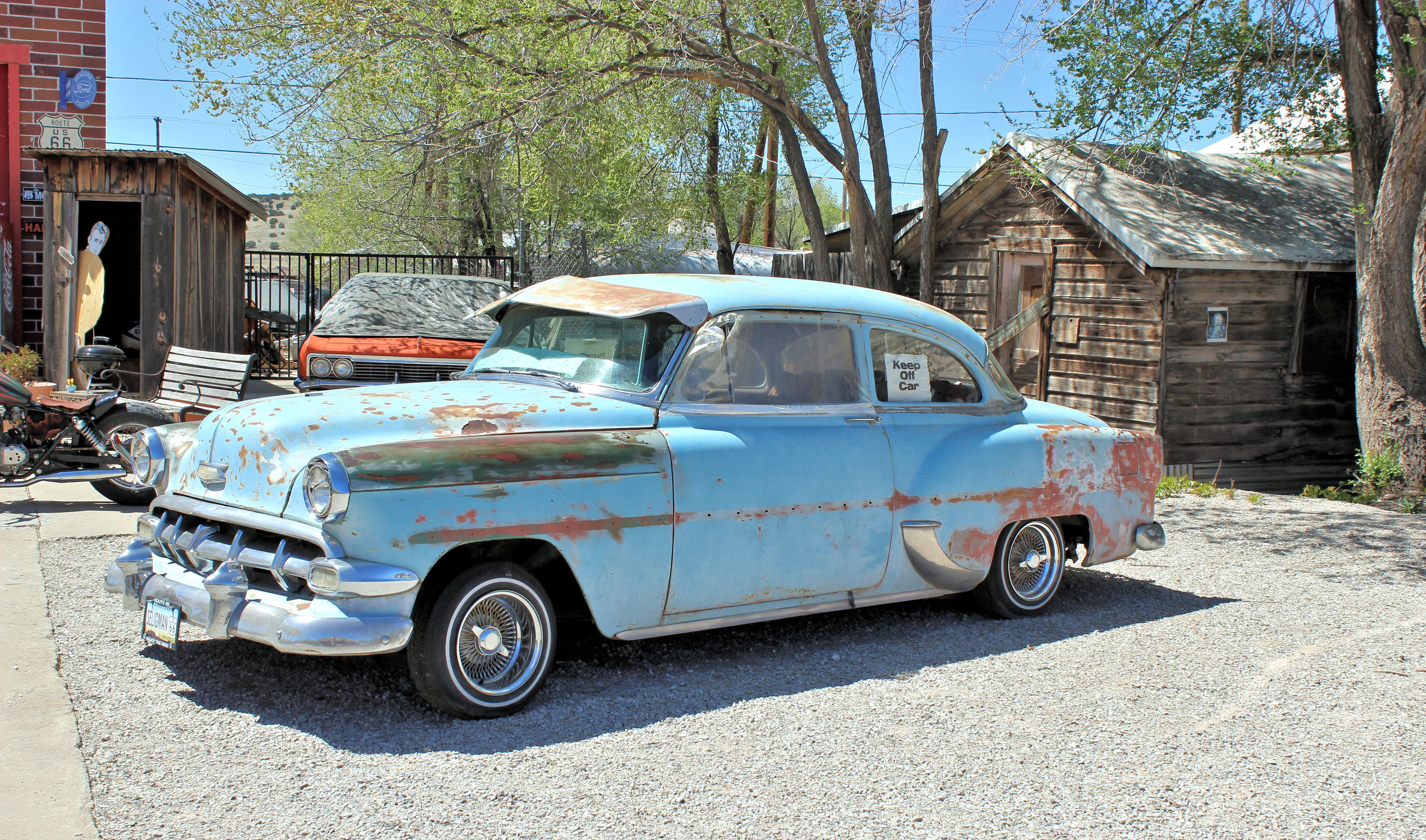
Oldtimer
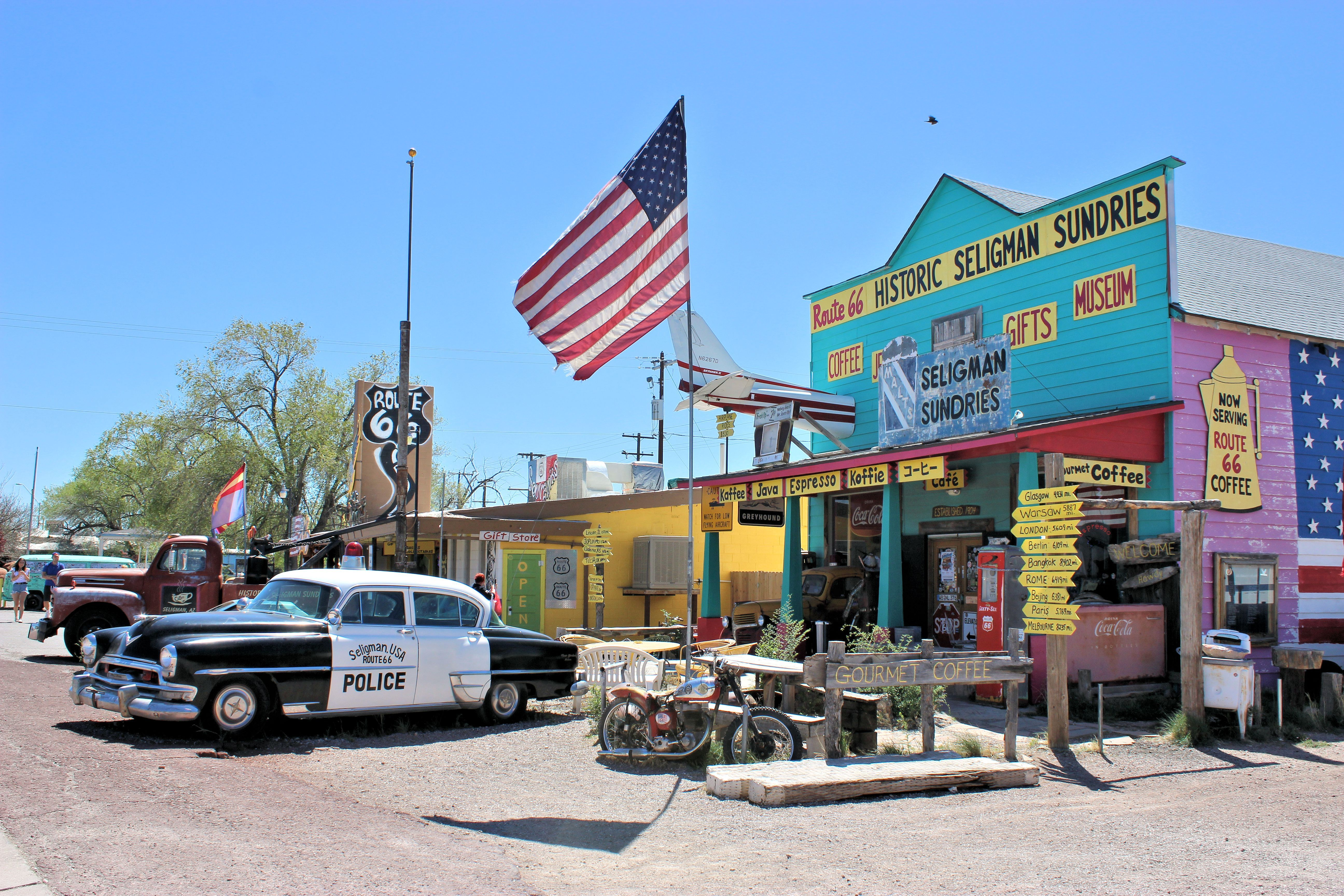
Nostalgie pur
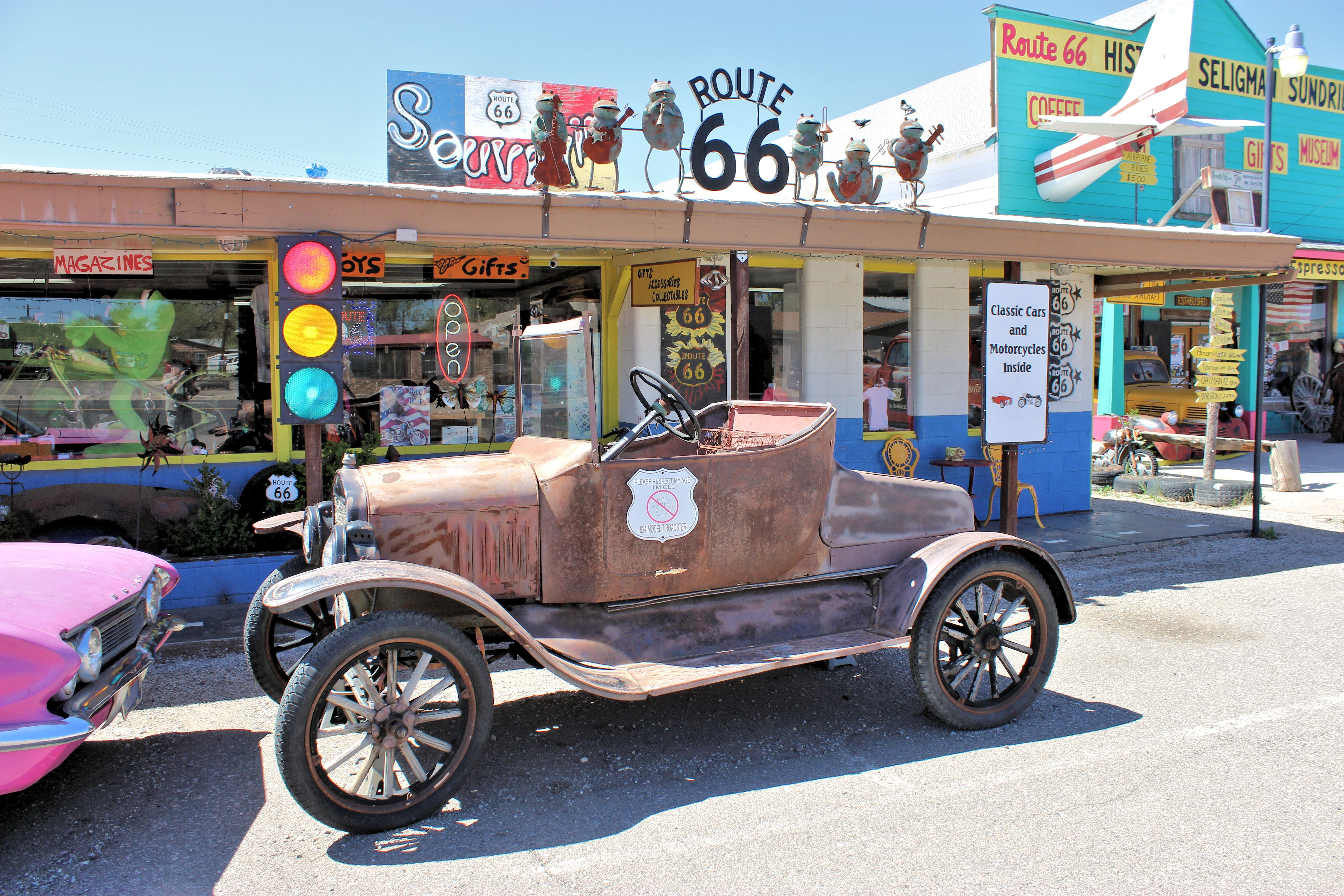
Oldtimer
Origineller Gift-Shop „Rusty Bolt“